# 胡礽泰
胡 礽泰（こ じょうたい、中国語: 胡礽泰; 拼音: Hú Réngtài; ウェード式: Hu Jeng-t'ai、1875年〈光緒2年〉 – 1940年（民国29年）?〉は、中華民国の官僚・外交官・政治家。字は伯平。北京政府では駐長崎領事署理などを歴任し、晩年は中華民国維新政府に参与した。

## 事績
1898年、日本に留学し、1900年には更にアメリカへ留学した。帰国後は清朝で民政部郎中、資政院議員を歴任した。
中華民国成立直後の1912年（民国元年）8月17日、胡礽泰は北京政府で国会籌備事務局委員会委員に任命された。1914年（民国3年）1月24日、外交部駐長崎領事署理として来日し、翌1915年（民国4年）3月、正式な署理任命を受けた。1916年（民国5年）1月27日、上大夫の位を授与されている。1917年（民国6年）7月、交通部航政司司長に就任し、1922年（民国11年）6月2日までつとめた。この間、賑災委員会委員や魯案善後交通委員会委員も兼任している。1923年（民国12年）2月13日、交通部秘書となり、翌1924年（民国13年）11月7日に辞職した。なお、蔣介石国民政府においては、胡の目立つ活動が見当たらない。
梁鴻志らによる華中での親日政権樹立活動に、胡礽泰も参与している。1938年（民国27年）3月28日に中華民国維新政府が創設されると、胡は交通部次長に任命された。同年7月26日、許修直の後任として、胡が司法行政部長署理に就任した。しかし、胡は梁と権力闘争を展開して敗退、1940年（民国29年）1月4日に辞職・下野へと追い込まれた（後任の部長署理は朱履龢）。帰郷後、胡はまもなく病没した。